# Calgary Cowboys
Calgary Cowboys byl profesionální kanadský klub ledního hokeje, který sídlil v Calgary v provincii Alberta. V letech 1975–1977 působil v profesionální soutěži World Hockey Association. Cowboys ve své poslední sezóně v WHA skončily v základní části. Své domácí zápasy odehrával v hale Stampede Corral s kapacitou 6 450 diváků. Klubové barvy byly červená a bílá.
Založen byl v roce 1975 po přestěhování frančízy z Vancouveru do Calgary.

## Umístění v jednotlivých sezonách
Stručný přehled
Zdroj: 
- 1975–1976: World Hockey Association (Kanadská divize)
- 1976–1977: World Hockey Association (Západní divize)

Jednotlivé ročníky
Zdroj: 
Legenda: Z - zápasy, V - výhry, VP - výhry v prodloužení, R - remízy, P - porážky, PP - porážky v prodloužení, VG - vstřelené góly, OG - obdržené góly, +/- - rozdíl skóre, B - body, KPW - Konference Prince z Walesu, CK - Campbellova konference, ZK - Západní konference, VK - Východní konference, fialové podbarvení - reorganizace, změna skupiny či soutěže
| USA / Kanada (1975 – 1977) |                       |        |    |    |    |   |    |    |     |     |     |    |        |            |
| Sezóny                     | Liga                  | Úroveň | Z  | V  | VP | R | PP | P  | VG  | OG  | +/- | B  | Pozice | Play-off   |
| 1975/76                    | WHA (Kanadská divize) | –      | 80 | 41 | –  | 4 | –  | 35 | 307 | 282 | +25 | 86 | 3.     | Semifinále |
| 1976/77                    | WHA (Západní divize)  | –      | 81 | 31 | –  | 7 | –  | 43 | 252 | 296 | -44 | 69 | 5.     | –          |